# Bawły
Bawły (tat. Баулы, Bawlı; ros. Бавлы) – miasto w europejskiej części 
Rosji, w Tatarstanie, położone w południowym Uralu, nad rzeką Bawłą 369 km od Kazania. Nazwa bałły epga znaczy miodowa rzeczka. Główna religia – islam.